# Croisy-sur-Eure
Croisy-sur-Eure è un comune francese di 242 abitanti situato nel dipartimento dell'Eure nella regione della Normandia.

## Società

### Evoluzione demografica
Abitanti censiti